# (36562) 2000 QV109
2000 كيو في 109 (ويعرف أيضًا باسم (36562) 2000 كيو في 109 وفق تسمية الكوكب الصغير) (بالإنجليزية: 2000 QV109)‏ هو كويكب ضمن حزام الكويكبات؛ وترتيبه 36562 من حيث الاكتشاف.
اكتُشف هذا الجُرم الفلكي بواسطة وولف بيكل ‏ في 26 أغسطس 2000.

## وصلات خارجية
- (36562) 2000 QV109 في قاعدة بيانات مختبر الدفع النفاث لأجرام النظام الشمسي الصغيرة

- الاكتشاف · مخطط المدار ·  العناصر المدارية · المعلمات المادية

- (36562) 2000 QV109 على موقع ويكي سكاي: DSS2, SDSS, GALEX, IRAS, Hydrogen α, X-Ray, Astrophoto, Sky Map, Articles and images